# 張友漁 (作家)
張友漁（Chang Yeou-Yu），台灣兒童文學作家，自1993年開始其寫作生涯起，至今共出版了40多本著作，代表作有《我的同學是一隻熊》、《悶蛋小鎮》、《我的爸爸是流氓》、《江湖，還有人嗎？》、《壞學姊》、《喂，穿裙子的》、《阿國在蘇花公路上騎單車》、《西貢小子》、《再見吧！橄欖樹》、《今天好嗎？公主殿下》、《那是誰的尾巴？》《目擊證人》等。曾因為公視的《誰在橋上寫字》一劇，和瞿友寧共同獲得第三十五屆金鐘獎戲劇節目編劇獎。

《西貢小子》獲得 第34屆金鼎獎 兒童及少年圖書獎。
《悶蛋小鎮》獲得 第38屆金鼎獎 兒童及少年圖書獎。
《壞學姊》獲得 第42屆金鼎獎 兒童及少年圖書獎。
《江湖，還有人嗎？》獲得 2020台北國際書展大獎  兒童及青少年獎首獎 。第44屆金鼎獎 兒童及少年圖書獎。2020德國白烏鴉獎。
《我的同學是一隻熊》劇本  獲得 第43屆優良電影劇本獎  特優劇本獎
《我的同學是一隻熊》書本   獲得 2022年台北國際書展 兒童及青少年獎首獎  。第46屆金鼎獎 兒童及少年圖書獎 。